# استفانی دوبوا
 استفانی دوبوا (انگلیسی: Stéphanie Dubois؛ زاده ۳۱ اکتبر ۱۹۸۶) یک تنیس‌باز اهل کانادا است.